# فرناندو غينر
فرناندو غينر (بالإسبانية: Fernando Giner)‏ (و. 1964  م) هو لاعب ومدرب كرة قدم، من إسبانيا، يلعب كمُدَافِع.

## روابط خارجية
- فرناندو غينر على موقع الاتحاد الدولي (مؤرشف)  (الإنجليزية)
- فرناندو غينر على موقع قاعدة بيانات كرة القدم.إي يو (الإنجليزية)
- فرناندو غينر على موقع ناشيونال فوتبول تيمز (الإنجليزية)